# Ingrid Peters
Ingrid Peters (Dudweiler, Protectorado de Sarre, 19 de abril de 1954) é uma cantora alemã. Ela é mais conhecida por ter representado a Alemanha no Festival Eurovisão da Canção 1986, com a canção "Über die Brücke geh'n".